# لوسيان يونغ
لوسيان يونغ (بالإنجليزية: Lucien Young)‏ هو ضابط أمريكي، ولد في 31 مارس 1852 في ليكسينغتون في الولايات المتحدة، وتوفي في 2 أكتوبر 1912 في نيويورك في الولايات المتحدة.